# Les valseuses
Les valseuses (en español, Los rompepelotas o Las cosas por su nombre) es una película francesa dirigida por Bertrand Blier en 1974, adaptada de su novela homónima. Sus tres protagonistas son Patrick Dewaere, Gérard Depardieu y Miou-Miou. Isabelle Huppert interpreta uno de sus primeros papeles. Se filmó en el verano de 1973 en la región de Valence, en el departamento de Drôme, y en Touquet, en Pas-de-Calais. En España, se estrenó en los cines por primera vez el 6 de octubre de 1975 en su versión original subtitulada y cinco años después con doblaje en español. También se distribuyó en VHS y en DVD, y puede verse en Filmin.

## Sinopsis
La cinta cuenta la huida de dos jóvenes marginales. Ilustra el frenesí de la liberación sexual y de las costumbres tras Mayo de 1968. En la Francia de los años 1970, Jean-Claude y Pierrot son dos ladronzuelos que matan el tiempo como pueden dando pequeños golpes. Tras acosar a una dama con un carro de la compra y haberle robado el bolso, toman «prestado» un Citroën DS para dar una vuelta, y luego lo devuelven al lugar mismo donde lo robaron. El propietario, dueño de una peluquería, los sorprende a su regreso y los encañona con un revólver, esperando la llegada de la policía. Jean-Claude y Pierrot logran escapar, pero este último resulta levemente herido por un disparo. En la huida, se llevan a Marie-Ange, la empleada y amante del peluquero. El trío se da a la fuga. De este incidente se hacen con una pistola que sirve de herramienta para más hurtos y termina siendo usada por otro joven para un homicidio del que solo son testigos. Aparece una mujer que los cautiva y la historia concluye con el reencuentro con el Citroën DS y un culto a la virginidad de una joven que los deja después de su primera experiencia.
La cinta exalta el amor, la pasión, la libertad y la audacia juvenil de la época, sin pretensiones moralizadoras.

## Reparto
- Gérard Depardieu como Jean-Claude.
- Miou-Miou como Marie-Ange.
- Patrick Dewaere como Pierrot.
- Jeanne Moreau como Jeanne Pirolle.
- Brigitte Fossey como la joven madre.
- Jacques Chailleux como Jacques Pirolle.
- Isabelle Huppert como Jacqueline.
- Michel Peyrelon como el cirujano.
- Eva Damien como la esposa del cirujano.
- Gérard Jugnot como el veraneante con barco.